# Bahnhof Bassum

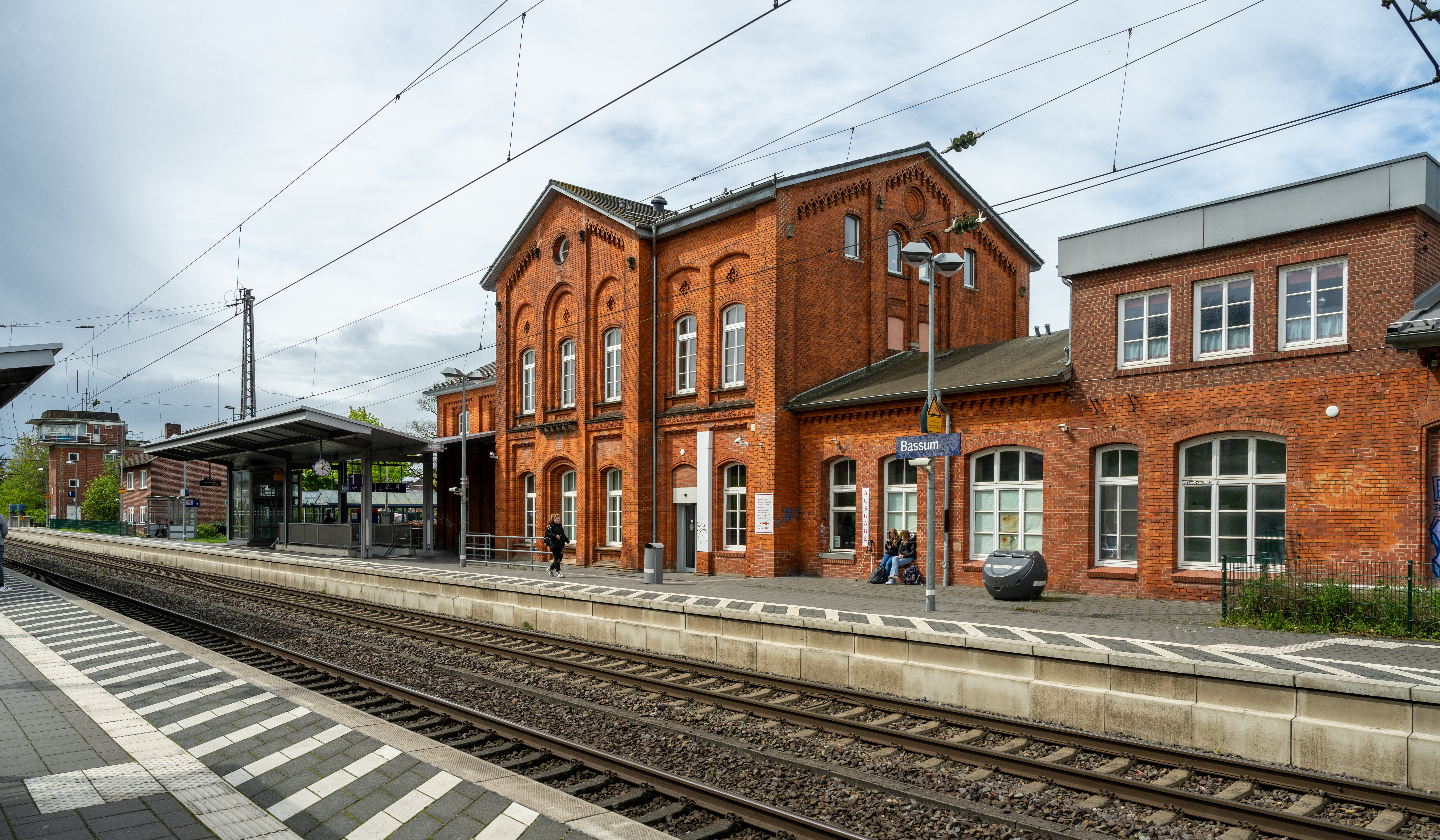
Bahnhof Bassum

Der Bahnhof Bassum ist ein Zwischenbahnhof und ehemaliger Abzweigbahnhof an der Bahnstrecke Wanne-Eickel–Hamburg.

## Geschichte
Der Bahnhof wurde am 15. Mai 1873 mit der Bahnstrecke Wanne-Eickel–Hamburg eröffnet. Am 29. September 1900 erreichte die Bahnstrecke Bünde–Bassum den Bahnhof, er wurde damit zum Abzweigbahnhof. Am 1. Juni 1994 wurde der Personenverkehr auf der Strecke Rahden–Bassum eingestellt; der Güterverkehr folgte am 3. Juni 1994 und die Strecke wurde zum 31. Dezember 1997 stillgelegt.
Der Bahnhof verfügt über einen Hausbahnsteig und einen Mittelbahnsteig. Beide Bahnsteige sind teilweise überdacht. Der Zugang zum Mittelbahnsteig erfolgt über einen Tunnel. Auf beiden Seiten gibt es Aufzüge, die Bahnsteige sind auf 76 cm erhöht, barrierefrei ausgerüstet und mit einem Bodenleitsystem versehen worden. Neben den beiden Durchgangsgleisen und dem Ausweichgleis am Mittelbahnsteig, hier fuhren früher auch die Züge nach Bünde verfügt der Bahnhof 2023 noch ein weiteres Ausweichgleis ohne Bahnsteig im Südosten und ein Ausweichgleis nördlich des Hausbahnsteiges im Nordwesten. Hier zweigten früher auch die Gleise des Güterbahnhofes ab, dessen einstige Ausdehnung noch an der Straße Ladestraße gut zu erkennen ist. Hier gab es auch ein Anschlussgleis zur Palettenfabrik, ebenso im Süden zum Eisenwerk Bassum. Güterabfertigung gibt es nicht mehr.
Am Südende des Hausbahnsteigs steht das Stellwerk Bs der Bauform Sp Dr S60, das als Relaisstellwerk 1967 zwei ältere Stellwerke ablöste. Seit 2008 wird es von Diepholz aus ferngesteuert.
Gegenüber vom Empfangsgebäude lag südöstlich das Bahnbetriebswerk, dessen 16-m-Drehscheibe heute noch vorhanden, aber nicht mehr angeschlossen ist.
Das Empfangsgebäude war an privat verkauft. Wegen ausstehender Zahlungen wurde es 2012 zwangsversteigert. Erworben wurde es dabei von der Wirtschafts- und Stadtentwicklungsgesellschaft der Stadt Bassum. Genutzt wird noch die Wartehalle, hier gibt es zeitweise auch einen Bäcker. Die anderen Räume werden als Büros von verschiedenen Organisationen und der Volkshochschule genutzt. Im ehemaligen Güterschuppen ist eine Beratungsstelle und Tagesförderstätte untergebracht.

## Verkehr
Der Bahnhof liegt im Bereich des Verkehrsverbundes Bremen/Niedersachsen. Seit dem Fahrplanjahr 2011 wird der Bahnhof Bassum von folgenden Linien bedient:
| Linie | Linienverlauf | Takt                                                                | Betreiber     |
| ----- | --- | ------------------------------------------------------------------- | ------------- |
| RE 9  | Bremerhaven-Lehe – Bremerhaven Hbf – Osterholz-Scharmbeck – Bremen Hbf – Kirchweyhe – Syke – Bassum – Twistringen – Barnstorf – Diepholz – Lemförde – Bohmte – Osnabrück Hbf Stand: Fahrplanwechsel Dezember 2024 | 120 min 60 min (Bremen–Osnabrück)                                   | DB Regio Nord |
| RS 2  | Bremerhaven-Lehe – Bremerhaven Hbf – Bremerhaven-Wulsdorf – Loxstedt – Lunestedt – Stubben – Lübberstedt – Oldenbüttel – Osterholz-Scharmbeck – Ritterhude – Bremen-Burg – Bremen Hbf – Bremen-Hemelingen – Dreye – Kirchweyhe – Barrien – Syke – Bramstedt (b Syke) – Bassum – Twistringen Stand: Fahrplanwechsel Dezember 2023 | 60 min 30 min (Bremen Hbf–Bremerhaven-Lehe in der HVZ-Lastrichtung) | NordWestBahn  |